# Cassino Scanasio
Cassino Scanasio (Cassin Scanas in dialetto milanese, AFI: [kaˈsĩː skaˈnɑːs]) è una frazione del comune di Rozzano in provincia di Milano, posta a nord del centro abitato, verso la tangenziale Ovest di Milano.

## Storia
Fu un antico comune del Milanese sede di parrocchia e confinante con Bazzana Sant'Ilario a nord, Quinto de' Stampi a est, Rozzano a sud, e Bazzanella a ovest. Nel 1751 aveva 195 abitanti.
Nel 1638, FIlippo IV di Spagna concesse Cassino Scanasio in marchesato ai Pirovano.
Secondo il censimento voluto dall'imperatrice Maria Teresa nel 1771, Cassino Scanasio contava 227 anime, mentre alla proclamazione del Regno d'Italia nel 1805 risultava avere 215 abitanti. Nel 1811 fu soppresso con regio decreto di Napoleone e annesso a Rozzano. Il Comune di Cassino Scanasio fu ripristinato con il ritorno degli austriaci, che tuttavia tornarono sui loro passi nel 1841, stabilendo la definitiva unione comunale con Rozzano.

## Monumenti e luoghi d'interesse
La parrocchia di Cassino Scanasio è pluricentenaria.

## Infrastrutture e trasporti
Cassino Scanasio è attraversata dall'Autostrada A50 (Tangenziale Ovest di Milano) e lambita a ovest dall'Autostrada A7 ("Milano-Serravalle"); nel quartiere è presente lo svincolo della Tangenziale Ovest, lo svincolo n° 7 SS35 Pavia/Milano Ticinese.

È attraversato, inoltre, dalla strada provinciale (ex strada statale) 35 dei Giovi che unisce Milano a Genova, passando per il passo dei Giovi.
Il quartiere non è servito da linee metropolitane o ferroviarie.
Varie linee di autobus, gestite da ATM, AMP e PMT, collegano Cassino Scanasio ai comuni e ai quartieri limitrofi.

Fra il 1880 e il 1936, in questa zona era presente una fermata della Tranvia Milano-Pavia.